# 土客械闘
土客械闘（とかくかいとう）とは客家と本地人との対立を指す。広東省・広西省・福建省・江西省・湖南省・台湾などで発生した。類似の対立構造は明朝中期から見受けられるが、衝突の大部分は清末に発生した。
客家人は沿岸後背地の山岳部から新たに進出してきた移住民であり、本地人は土着の方言を話す漢民族やチワン族などの少数民族である。戦闘の原因は、本地人からみると、客家の人口増によって彼らの土地が浸食されたことである。一方、客家側には、地域社会から疎外され、険しい土地で耕作せざるを得ないことへの怒りがあった。
特に最大規模だったのは清末の1855年から1867年にかけて広東省で発生した械闘である。特に激しかったのは珠江デルタ周辺にある五邑の台山であった。民国期の客家研究の第一人者であった羅香林によると、その戦闘の死者と難民は百万人にのぼったとされる。
以下、この大械闘を中心に述べる。

## 背景
明清王朝の交替期、倭寇・海賊勢力を背景に持つ鄭成功は台湾に拠り、清朝支配への抵抗を続けた。これに対して清朝は、南中国の海上に勢力を張る鄭氏政権の封じ込め策として遷界令を発令し、広東省や福建省などの沿岸部に居住する住民を内陸へ30キロ近く移住するよう命じた。これにより沿岸部には、一時的に広大な無人地帯が広がることになった。
台湾征服の成功後、清朝は遷海令を撤回し、もともとの住民（＝本地人）の帰還がはじまる。しかし、遷海令の影響で一時的に過疎地となった沿海部には、本地人だけではなく、福建・広東・江西などの山岳地帯に居住していた客家のグループも流入することになる。
結果、沿海部の人口は増加してゆき、やがて軋轢を生むようになった。さらに時代が下って清末の混乱期を迎えると、政治・経済の激変にあたって住民の生活は厳しさを増し、資源をめぐって極度の緊張状態に陥るようになった。
1851年、客家人の洪秀全が指導する太平天国の乱が広西省で発生して瞬く間に広がっていった。乱が発生すると、陳開・李文茂に率いられた広東省の天地会も1854年に蜂起し、仏山・広州を攻撃した。この蜂起は後に広西省に移動し、大成国を建てた。

## 大械闘
珠江デルタの客家人たちは、清軍による天地会蜂起の鎮圧に協力した。清軍は蜂起の参加者を完全に掃討するため、本地人の村を襲撃することを決定。これにより客家と本地人の対立は一層激化し、本地人たちは復讐のために客家人の村を襲撃した。
村は守りを強化し、男たちは敵との戦いに集結した。戦闘は大規模な紛争に発展した。本地人の人口が客家を圧倒していたために、客家側の被害は甚大であった。清は矛盾の解決のために客家を分離する政策を取り、客家を広西省に再移住させた。その結果、五邑の客家の割合は3％にまで落ち込んだ。また敗北した客家人たちは、香港とマカオを経由して南アメリカやキューバに向けた苦力として人身売買の対象となった。
客家と本地人の対立は、海外の華人社会では20世紀前半まで見受けることができた。

## 台湾の場合
台湾でも同様の械闘はみられ、福建省（略称：閩）から移住した河洛人と広東省から移住した客家人はしばしば械闘を起こした。現在ではかなり緩和されたものの、いまだに対立は存在する。閩粤械闘（閩客械闘とも）を参照。